# Victor Webster
Victor Howard Webster (ur. 7 lutego 1973 w Calgary) – kanadyjski aktor telewizyjny i filmowy, występował w roli Coopa w serialu Spelling Television Czarodziejki.

## Życiorys

### Wczesne lata
Urodził się w Calgary w prowincji Alberta jako syn Roswithy, stylistki fryzur, i Johna „Jacka” Webstera, oficera policji. Ma pochodzenie włoskie, niemieckie, angielskie, francuskie, szkockie i hiszpańskie. Jego rodzina kilkakrotnie przeprowadzała się. Mając 13 lat uczęszczał do San Clemente High School. Ukończył Saddleback College w Mission Viejo w stanie Kalifornia, gdzie występował w sztukach teatralnych.
Jako nastolatek często miał kłopoty w szkole z powodu złego zachowania, trenował sztuki walki w prywatnej szkole, osiągał sukcesy amatorskie w kick-boxingu wagi ciężkiej oraz zdobył czarny pas w taekwondo. Pracował jako makler giełdowy w import/eksport.

### Kariera
Dorabiał jako model dla Versace, Armaniego, Calvina Kleina i Valentino. W 1998 pojawił się w specjalnym wydaniu Cosmopolitan Magazine „All About Men”. W 2000 zrobił zdjęcia nago do magazynu „Playgirl”.
Swoją karierę na małym ekranie zapoczątkował udziałem w operze mydlanej NBC Sunset Beach (1998) z Lesley-Anne Down, Susan Ward, Sarah Buxton, Randym Spellingiem, Gordonem Thomsonem i Nickiem Stabile'm.
Zdobył sympatię telewidzów w roli Nicholasa Alamaina w operze mydlanej NBC Dni naszego życia (Days of Our Lives, 1999–2000). Wystąpił potem w serialach: Słoneczny patrol (Baywatch, 2001), V.I.P. (2001), HBO Seks w wielkim mieście (Sex and the City, 2003), Spelling Television Czarodziejki (Charmed, 2006) i CBS CSI: Kryminalne zagadki Miami (CSI: Miami, 2007) i CBS Agenci NCIS (Navy NCIS: Naval Criminal Investigative Service, 2007). Pojawił się w epizodzie jako jeden z patronów baru w teledysku Toni Braxton „Hands Tied” (2010).
W filmie Hallmark Summer Villa (2016) jest szefem kuchni.
Jego zdjęcie pojawiło się w magazynie „People” i został uznany za jednego z „50 najbardziej pożądanych kawalerów”.

## Życie prywatne
W wolnym czasie bierze udział w wielu charytatywnych akcjach z udziałem Special Olympics, akcjach pomagających krzywdzonym kobietom i dzieciom i ARK (organizacji walczącej o prawa zwierząt).
W latach 2005−2006 związany był z Alyssą Milano.

## Filmografia

### Filmy
- 2000: The Chippendales Murder jako Marco Carolo
- 2000: Gangland jako Joey
- 2002: Władca życzeń IV jako Hunter
- 2003: Wszystko się wali jako Glen
- 2005: Dirty Love jako Richard
- 2005: Facet z ogłoszenia (Must Love Dogs) jako Eric

### Seriale TV
- 1998: Sunset Beach jako Roger
- 1999: Lot (The Lot) jako Victor Mansfield
- 1999–2000: Dni naszego życia (Days of Our Lives) jako Nicholas Alamain
- 2001: Słoneczny patrol (Baywatch) jako Lyle Garrett
- 2001: Jak pan może, panie doktorze? (Becker) jako Craig
- 2001: V.I.P. jako Dean McGee/ 'Freddie'
- 2003: Seks w wielkim mieście (Sex and the City) jako Chip Kil-Kinney
- 2003: Las Vegas jako Estefan
- 2006: Gdy rozum mówi nie jako Stan
- 2006: Reba jako Jordan
- 2006: Czarodziejki (Charmed) jako Coop
- 2007: CSI: Kryminalne zagadki Miami (CSI: Miami) jako Roberto Chavez
- 2007: Lincoln Heights jako dr Christian Mario
- 2007: Pod osłoną nocy (Moonlight) jako Owen Haggans
- 2007: Agenci NCIS (Navy NCIS: Naval Criminal Investigative Service) jako Dane Hogan
- 2009: Melrose Place jako Caleb Brewer
- 2009: Wyspa Harpera (Harper's Island) jako Hunter Jennings
- 2012: Białe kołnierzyki jako Eric Dunham
- 2012: Continuum: Ocalić przyszłość (Continuum) jako Carlos Fonnegra
- 2015: Mamuśka jako dr Harris